# Be with You (canção de Atomic Kitten)
"Be With You é uma canção do girl group britânico Atomic Kitten. A canção foi escrita por Greg Wilson, Tracey Carmen e Martin Foster e é uma adaptação da canção "Last Train to London" de Electric Light Orchestra, escrita por Jeff Lynne. Foi lançado em 2002 como duplo A-side com "The Last Goodbye" para o segundo álbum de estúdio das meninas, Feels So Good (2002). A canção não fazia parte de nenhum lançamento no Reino Unido de Feels So Good, mas foi incluída em edições internacionais e eventualmente no terceiro álbum da banda Ladies Night. Como um single, a canção tornou-se um sucesso na Austrália, atingindo o número dez, e o número 15 na Nova Zelândia.

## Performance nos gráficos
O single foi um sucesso mundial, atingindo o top 40 em todos os países onde foi lançado. O single atingiu o segundo lugar no UK Singles Chart na sua primeira semana de lançamento. Ficou no gráfico por 12 semanas, e conseguiu vender 182.695 cópias apenas no Reino Unido. É o quinto melhor single em vendas do Atomic Kitten no Reino Unido, depois de "Whole Again", "Tide is High (Get the Feeling)" "Eternal Flame". O single também foi top 10 na República da Irlanda e como no Reino Unido, foi o quarto best-seller do grupo lá. Na Nova Zelândia, o single foi direto aos para posição 11, apenas faltando o top 10. Atomic Kitten nunca promoveu seus singles na Nova Zelândia, ainda passou a ter três números quatro entre os dez primeiros e oito top vinte. Em outras palavras, todos os singles lançados na Nova Zelândia atingiram o pico entre os 20 primeiros, com exceção de "Right Now", que só conseguiu atingir o pico de 40. Be With You foi Um top 20 na Holanda e Áustria, mais uma vez, um sucesso, considerando que o single não foi promovido nesses países. Apesar de terem sido os mais baixos na Dinamarca, conseguiram atingir o pico de 20. A Dinamarca é o único país onde cada um dos singles do Atomic Kitten figurou no top 20. Na Alemanha e na Suíça, o single foi Um top 30, e na Bélgica, Suécia, o single foi top 40.

## Videoclipe
O videoclipe começa com as portas que se abrem na boate. Liz, Natasha e Jenny estão dançando em uma discoteca com luzes verde e azuis. Natasha está nas cadeiras de um pub, Liz está perto de uma parede e Jenny está deitada na pista de dança. Em seguida, as três cantoras do grupo, estão dançando na discoteca da boate.